# Rivista Italiana di Paleontologia e Stratigrafia
Rivista Italiana di Paleontologia e Stratigrafia est une revue scientifique italienne multilingue éditée par l'Université de Milan dans les disciplines de la paléontologie et de la stratigraphie.

## Présentation
Elle est en libre accès depuis 2016.

## Liens
- Site officiel
- Ressources relatives à la recherche :   - Dimensions
  - Directory of Open Access Journals
  - Mir@bel
  - Scopus